# Культурная Революция (группа)
«Культурная революция» — советская и российская рок-группа. Основана в Тюмени в 1987 году.

## История группы
Первый музыкальный проект Артура Струкова назывался «Подземка». Его единственным воплощением стал домашний альбом «На прикупе», записанный Артуром Струковым в Набережных Челнах в октябре 1984 года перед уходом в армию и затем отправленный друзьям в Тюмень.
В августе 1987 года Артур Струков возвращается из армии, а уже в сентябре того же года принимает участие в записи совместного проекта тюменских музыкантов и Егора Летова «Инструкция по обороне». Тогда же с лёгкой руки Егора Летова появляется название «Культурная революция». Когда Артур Струков предложил присутствующим подобрать название его проекту, Егор недоуменно заметил: «Чего это у тебя песни то про политику, то про любовь? Культурная революция какая-то!».
Главная заслуга в создании группы принадлежит Александру Ковязину. Именно он нашёл место для репетиций, а впоследствии устраивал все записи коллектива.
Первый состав «Культурной революции» сформировался в октябре 1987 года: Артур Струков (вокал, гитара), Андрей Шагунов (гитара), Александр Ковязин (бас-гитара), Вячеслав Шершнев (ударные). В декабре того же года состоялись её первые выступления на публике и первая попытка записи на хорошем оборудовании.
На протяжении 1988 года группа неоднократно пытается записаться в Тюмени на импровизированной студии Вячеслава Воронцова на заводе «Нефтемаш» и у Евгения Шабалова в ДК «Строймаш». Впоследствии сохранившиеся записи этого периода были изданы под названием «В Тюмени 1980-х г.г.».
Звёздным часом «Культурной революции» стал Первый фестиваль альтернативной и леворадикальной музыки, прошедший в Тюмени в июне 1988 года (к тому моменту Александр Ковязин отошёл от музыкальной деятельности и занялся бизнесом, и его заменил Аркадий Кузнецов, а на смену Вячеславу Шершневу пришёл Евгений «Джек» Кузнецов). На фестивале в течение трёх дней выступили такие группы, как «Гражданская оборона», «Инструкция по выживанию», «Кооператив Ништяк», «БОМЖ» и «Путти», а также Янка Дягилева, Олег «Манагер» Судаков и многие другие. Коллектив Артура Струкова получил за своё выступление приз зрительских симпатий. Тюменское телевидение сделало запись концерта, а от некоторых деятелей музыкальной индустрии Тюмени и Свердловска стали поступать предложения заняться профессиональной коммерческой деятельностью под их руководством и с их технической поддержкой. Однако Артур Струков от всех подобных предложений отказался.
Последним эпизодом деятельности первого состава «Культурной революции» стала очередная попытка записаться в Тюмени у Воронцова весной 1990 года, оказавшаяся неудачной. Осенью того же года Артур Струков окончательно переезжает в Москву, после чего группа фактически прекращает своё существование.
В июле 1998 года Александр Ковязин позвонил в Москву Артуру Струкову и предложил сделать полноценную запись «Культурной революции». Для этого в Тюмени им были подготовлены профессиональные музыканты и многоканальная аппаратура. В итоге на квартирах участников группы был записан, фактически, первый полноценный альбом коллектива, получивший название «Буэнос-Айрес». Однако в сентябре того же года Александр Ковязин умирает от панкреатита, так и не услышав окончательный вариант записи. Дальнейшая судьба альбома оказалась весьма непростой — некоторые крупные фирмы, к которым обращались музыканты, не брались его даже слушать. В конце концов, альбом был издан небольшим независимым лейблом «ИПВ Продукт».
В 1999 году «Культурная революция» записала альбом «Просто хочется жить», а летом того же года несколько раз выступила с концертами в Тюмени (группа дала концерты в следующем составе: Артур Струков — вокал, гитара; Джейк — гитара; Александр Андрюшкин — бас-гитара; Сергей Шестаков — ударные).
В 2000 году вышел последний альбом группы «Музыка бунта!». После этого коллектив прекратил какую-либо деятельность.
В 2018 году Струков в рамках музыкального проекта «Влюблённые_в_онлайн» выпустил концептуальный альбом «Есть ли жизнь в офлайне?», посвящённый Мирославу Немирову.

## Состав

#### 1984
- Артур Струков — вокал, гитара[5]

#### 1987—1990
- Артур Струков — вокал, гитара, кларнет, клавишные[3][21]
- Андрей Шагунов — гитара[3]
- Александр Ковязин — бас-гитара (1987—1988)[3][8] †
- Вячеслав Шершнев — ударные (1987—1988)[3]
- Евгений «Джек» Кузнецов — ударные (1988—1990)[3] †
- Аркадий Кузнецов — бас-гитара (1988—1990)[8][13]
- Евгений Шабалов — ударные (1988)[22]

#### 1998—2000
- Артур Струков — вокал, гитара, клавишные[15][18]
- Джейк — гитара[15]
- Александр Андрюшкин — ударные, бас-гитара, клавишные, бэк-вокал[15][19]
- Таня — бэк-вокал (1998)[15]
- Алексей — клавишные (1998)[15]
- Евгений «Джек» Кузнецов — ударные (1998)[15] †
- Диме Ефименко — бэк-вокал (1999)[23]
- Кирилл «Друид» — флейта (1999)[23]
- Сергей Шестаков — ударные (1999)[4]
- Андрей Дорофеев — голос (2000)[19]
- Самба «Швах» — голос (2000)[19]
- Олег Пронин — саксофон (2000)[19]
- Сергей Летов — саксофон, флейта (2000)[19]

#### 2018
- Артур Струков — вокал, бэк-вокал, гитара, клавишные, бас-гитара, электронные ударные[20]
- Игорь Плотников — гитара[20]

## Дискография

#### Подземка
- 1984 — На прикупе[5]

#### Инструкция по обороне
- 1987 — Карма Ильича[24]

#### Культурная революция
- 1988 — В Тюмени 80-х г.г.[9]
- 1998 — Буэнос-Айрес[25]
- 1999 — Просто хочется жить[17]
- 2000 — Музыка бунта![26]

#### Влюблённые_в_онлайн
- 2018 — Есть ли жизнь в офлайне?[20]